# الهروب من العراف
الهروب من العراف The Flight from the Enchanter هي رواية للكاتبة البريطانية آيريس مردوك، نشرت عام 1956، لأول مرة عن دار نشر تشاتو آند ويندوس.